# Gerlinde Bölke
Gerlinde Bölke (* 29. Januar 1951 in Berlin) ist eine ehemalige deutsche Schauspielerin.

## Leben
Gerlinde Bölke wuchs in der DDR auf. Sie war von Ende der 1970er-Jahre bis zum Ende der 1980er-Jahre als Schauspielerin in mehreren DEFA-Filmen vor der Kamera tätig. Sie spielte dabei unter anderem an der Seite von Rolf Herricht als „Frau Müller“ in der Komödie Der Baulöwe, als „Gunhild Klippel“ im Drama Ärztinnen sowie auch in zwei Folgen der Reihe Polizeiruf 110 mit.
Nach der Wende war Bölke nicht mehr als Schauspielerin tätig.

## Filmografie
- 1979: Der blaue Helm
- 1980: Nicht verzagen, Trudchen fragen
- 1980: Der Baulöwe
- 1981: Asta, mein Engelchen
- 1981: Polizeiruf 110: Der Teufel hat den Schnaps gemacht (TV-Reihe)
- 1984: Ärztinnen
- 1984: Ach du meine Liebe
- 1987: Sachsens Glanz und Preußens Gloria (TV-Mehrteiler)
- 1989: Polizeiruf 110: Unsichtbare Fährten (TV-Reihe)